# Сюй Гуанчунь
Сюй Гуанчу́нь (кит. упр. 徐光春, пиньинь Xú Guāngchūn; ноябрь 1944 — 21 октября 2022) — в 2004—2009 гг. глава парткома КПК пров. Хэнань.
Член КПК с 1973 года, член ЦКПД 15 созыва, член ЦК КПК 16—17 созывов.

## Биография
По национальности ханец.
Окончил факультет журналистики Народного университета Китая (1969).
С 1995 года замзавотделом пропаганды ЦК КПК.
С 2000 года председатель Государственного комитета по радио, телевидению и кинематографу.
В 2004—2009 гг. глава парткома пров. Хэнань (Центральный Китай) и пред. ПК СНП провинции.
Зампред Финансово-экономического Комитета ВСНП 11-го созыва.
Некоторыми источниками он отмечался как «доверенное лицо Цзян Цзэминя по вопросам пропаганды».
По некоторым утверждениям, к Цзян Цзэминю была близка семья его тёщи. Тогда он был переведён в шанхайское отделение Агентства новостей Синьхуа, а позже направился вслед за Цзяном в Пекин, где работал директором «Guangming Daily», а после стал замзавотделом пропаганды ЦК КПК.
Супруга Хань Уфэн.
Умер 21 октября 2022 года.